# Campeonato de España de Ciclismo en Ruta 1939
El XXXVIII Campeonato de España de Ciclismo en Ruta se disputó en Santander el 13 de octubre de 1939 sobre un recorrido de 150 kilómetros en formato de contrarreloj.   
El ganador fue el corredor Antonio Sancho se impuso en la prueba. Mariano Cañardo y Fermín Trueba completó el podio.  

## Clasificación final
| Pos. | Ciclista              | Equipo | Tiempo    |
| ---- | --------------------- | ------ | --------- |
| 1.   | Antonio Sancho        | -      | 4h 14'04" |
| 2.   | Mariano Cañardo       | -      | a 19"     |
| 3.   | Fermín Trueba         | -      | a 7'50"   |
| 4.   | Federico Ezquerra     | -      | a 9'48"   |
| 5.   | Antonio Escuriet      | -      | a 10'35"  |
| 6.   | Carmelo Herboso       | -      | a 30'03"  |
| 7.   | Juan Bautista Vallejo | -      | a 37'55"  |
| -    | Joaquín Olmos         | -      | s.c.      |
| -    | Diego Cháfer          | -      | s.c.      |
| -    | José Botanch          | -      | s.c.      |
| -    | Juan Parra            | -      | s.c.      |
| -    | Antonio Martín        | -      | s.c.      |
| -    | Jesús Iradier         | -      | s.c.      |
| -    | Delio Rodríguez       | -      | s.c.      |
| -    | Antonio Rodríguez     | -      | s.c.      |
| -    | Joaquín da Cunha      | -      | s.c.      |